# Scopula rufilinea
Scopula rufilinea är en fjärilsart som beskrevs av W. Warren 1895. Scopula rufilinea ingår i släktet Scopula och familjen mätare. Inga underarter finns listade.